# Artoriopsis whitehouseae
Artoriopsis whitehouseae là một loài nhện trong họ Lycosidae.
Loài này thuộc chi Artoriopsis. Artoriopsis whitehouseae được Volker W. Framenau miêu tả năm 2007.